# 厦门租界

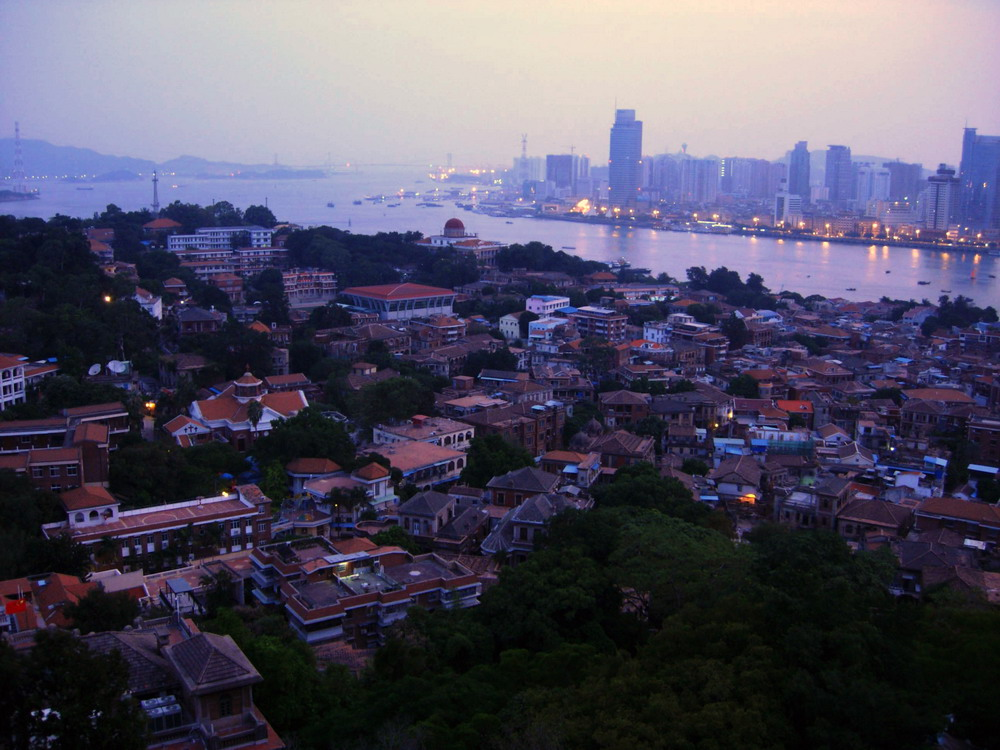
从日光岩顶上俯瞰鼓浪屿和对岸的厦门

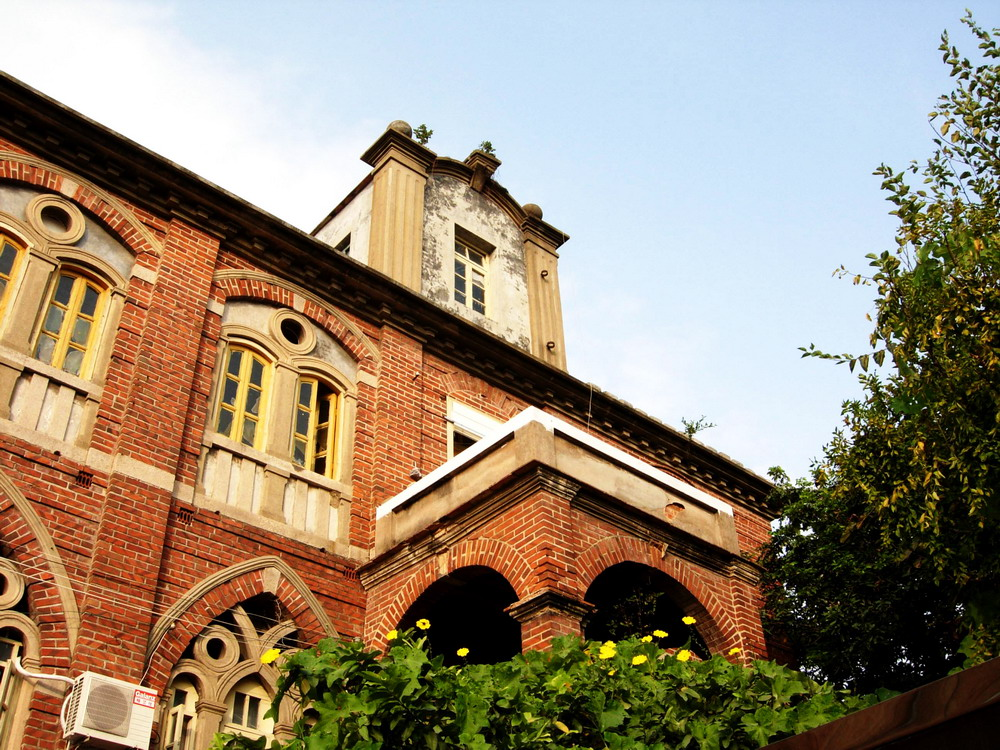
鼓浪屿遍布欧陆风格的老房子。

厦门租界是指在清末到民国时期，厦门存在过的2个租界：厦门英租界和鼓浪屿公共租界。厦门英租界是中国存在过的7个英租界（上海英租界、厦门英租界、广州英租界、天津英租界、汉口英租界、镇江英租界、九江英租界）之一。
在鸦片战争期间，英军占领了鼓浪屿岛。1842年中英《南京条约》签订，规定厦门是对外通商的五口之一，次年厦门根据条约开埠。1845年英军撤出鼓浪屿，英国领事和商人也从鼓浪屿迁居厦门。当时划给英国人的居留地是较场、水操台一带，英国领事阿礼国认为那里太过偏僻，“恐遭窃劫”，不愿前往；1852年，英国人准备在较场兴建房屋时，闽浙总督季芝昌认为那里是军兵操练之处，授意当地民众出面拦阻，又秘密下令不准工匠兴建，于是另外划给鸟空园至头巾礁一带海滩，长55丈，宽20丈，面积约24亩。不久英国领事换人，继任领事无意于经营这一地区，因此仍未有英国人前去租地建屋。1853年，小刀会占领厦门城，英国军舰护送英国侨民重返鼓浪屿，此后陆续兴建领事馆及住宅。
1860年，英国商人准备到划定的租界建屋，受到当地乡民拦阻。1862年，太平天国战争期间，清廷下令解决厦门英租界问题，至此厦门英租界正式开辟。
1895年中日甲午战争后，大日本帝國占领了台湾。为避免日本进一步觊觎厦门，清朝政府决定寻求“国际保护”，请列强“兼护厦门”。1902年1月10日（光绪二十七年十二月初一日），英国、美国、德国、法国、西班牙、丹麦、荷兰、瑞典-挪威联盟、日本等9国驻厦门领事与清朝福建省兴泉永道道台延年在鼓浪屿日本领事馆签订《厦门鼓浪屿公共地界章程》，鼓浪屿沦为公共租界，次年1月，鼓浪屿公共租界工部局成立。在此前后，陆续有英、美、法、德、日等13个国家先后在岛上设立领事馆。
这样，厦门地区就形成2个租界隔海对峙的局面。厦门英租界面积狭小，完全是商贸区；而鼓浪屿面积较大，形成大规模的西式住宅区。
1930年厦门英租界被国民政府收回后，鼓浪屿公共租界就成为厦门地区唯一的租界。
1938年，日军进攻厦门，大批华人避居鼓浪屿。
1941年12月太平洋战争爆发后，日军进驻鼓浪屿公共租界。1945年，鼓浪屿公共租界被国民政府收回。